# EAV-3
KARI EAV-3는 한국 KARI에서 개발한 고고도 장기체공 무인기를 말한다.
2016년 8월 12일 한국항공우주연구원은 태양 에너지만으로 비행하는 '고고도 태양광 무인기'(EAV-3)가 18.5km의 성층권 고도에서 90분간 비행하는 데 성공했다. 24시간 비행을 도전할 것이다.
구글은 최대 5년 동안 성층권(고도 20km)에서 장기체공 할 수 있는 태양광 무인기를 개발 중이다.

## 정찰위성
정찰위성은 빠르게 지구 저궤도를 돌기 때문에, 4시간 마다 목표지점을 정지영상으로만 촬영할 수 있는데 비해, 고고도 장기체공 무인기는 지상 목표물에 대해 24시간 연속 동영상 촬영을 할 수 있다. EAV-3는 불법조업 외국어선 감시나 해양오염·산불 감시, 농작물 작황 관측 등에 활용할 수 있을 것으로 기대된다.

## 같이 보기
- 키네틱 제퍼 - 현재 세계적으로 성층권에서 2주일 이상 비행에 성공한 태양광 전기동력 비행체는 영국 키네틱(Qinetiq)사의 제퍼(Zephyr)가 유일하다.